# بارناس
بارناس (به فرانسوی: Barnas) یک کمون (فرانسه) در فرانسه است که در آردش واقع شده‌است. بارناس ۲۶٫۵۱ کیلومتر مربع مساحت دارد ۴۶۴ متر بالاتر از سطح دریا واقع شده‌است.